# Paul Kipsiele Koech
Pour les articles homonymes, voir Koech.
Ne doit pas être confondu avec Paul Koech.
Paul Kipsiele Koech (né le 10 novembre 1981 à Cheplanget) est un athlète kényan spécialiste du 3 000 m steeple.

## Carrière sportive
Paul Kipsiele Koech fait ses débuts sur la scène internationale à l'occasion des Jeux panafricains 2003 d'Abuja en remportant la médaille d'argent du 3 000 m steeple derrière son compatriote Ezekiel Kemboi. En fin de saison 2003, il prend la deuxième place de Finale mondiale de l'athlétisme de Monaco, devancé par le Qatari Saif Saaeed Shaheen. Sélectionné l'année suivante dans l'équipe du Kenya pour participer aux Jeux olympiques d'été de 2004 d'Athènes, il se classe troisième de la finale du steeple en 8 min 06 s 64. Durant la saison 2005, Koech établit les meilleures performances de sa carrière sur 3 000 m (7 min 33 s 93 à Doha) et sur 5 000 m (13 min 11 s 26 à Bruxelles). Auteur de la deuxième performance mondiale de l'année sur 3 000 m steeple (7 min 56 s 37 réalisé à Rome), il remporte en fin d'année la Finale mondiale de l'athlétisme de Monaco, course qu'il remporte également en 2006 et en 2007. 
En août 2006, Paul Kipsiele Koech devient Champion d'Afrique du 3 000 m steeple en améliorant le record des championnats en 8 min 11 s 74. L'année suivante, il réalise la meilleure performance mondiale de l'année 2007 après avoir signé le temps de 7 min 58 s 80 lors du Meeting de Bruxelles. Deuxième du 3 000 m des Championnats du monde en salle de Valence, en début de saison 2008, derrière Tariku Bekele, il ne se classe que quatrième des sélections olympiques kényanes et ne participe pas aux Jeux de Pékin. Il s'illustre néanmoins lors de la saison estivale en s'imposant lors des meetings de New-York, Zurich et Bruxelles. Il établit la meilleure performance de l'année sur 3 000 m steeple le 20 juillet au meeting Heusden-Zolder en 8 min 00 s 57, et remporte en fin de saison la Finale mondiale de l'IAAF devant ses compatriotes Ezekiel Kemboi et Richard Mateelong.
Paul Kipsiele Koech termine au pied du podium des Championnats du monde 2009 de Berlin. Auteur de son meilleur temps de la saison sur le steeple avec 8 min 01 s 26, il termine à seize centièmes de seconde seulement du Français Bouabdellah Tahri, médaillé de bronze. Il se classe plus tard dans la saison deuxième de la Finale mondiale d'athlétisme de Thessalonique, derrière Ezekiel Kemboi.
La saison 2010 est marquée par la première édition de Ligue de diamant. Le Kényan, qui se livre à un duel avec Ezekiel Kemboi et Brimin Kipruto, remporte la compétition en totalisant 17 points, s'imposant notamment lors des meetings de New York et de Londres. 
En mai 2012, à l'occasion du meeting Golden Gala de Rome, Paul Kipsiele Koech établit la troisième meilleure performance mondiale de tous les temps sur 3 000 m steeple en 7 min 54 s 31, tout près du record du monde (7 min 53 s 63) du Qatari Saif Saaeed Shaheen datant de la saison 2004.

## Palmarès

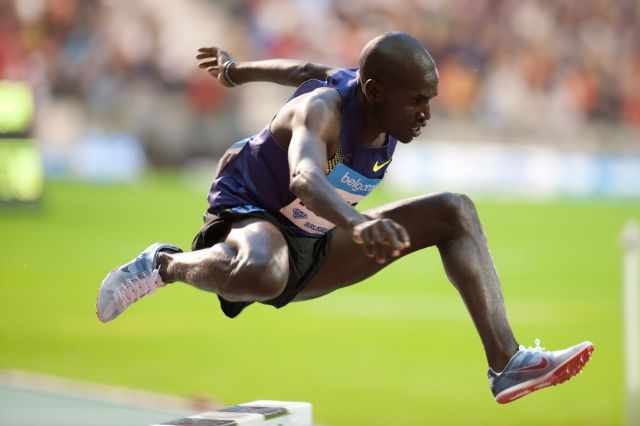
Paul Kipsiele Koech lors du Mémorial Van Damme 2010

| Année | Compétition                    | Lieu             | Résultat |
| ----- | ------------------------------ | ---------------- | -------- |
| 2003  | Jeux panafricains              | Abuja            | 2e       |
| 2003  | Finale mondiale                | Monaco           | 2e       |
| 2004  | Jeux olympiques                | Athènes          | 3e       |
| 2004  | Finale mondiale                | Monaco           | 3e       |
| 2005  | Championnats du monde          | Helsinki         | 7e       |
| 2005  | Finale mondiale                | Monaco           | 1er      |
| 2006  | Championnats d'Afrique         | Bambous          | 1er      |
| 2006  | Finale mondiale                | Stuttgart        | 1er      |
| 2007  | Finale mondiale                | Stuttgart        | 1er      |
| 2008  | Championnats du monde en salle | Valence          | 2e       |
| 2008  | Finale mondiale                | Stuttgart        | 1er      |
| 2009  | Championnats du monde          | Berlin           | 4e       |
| 2009  | Finale mondiale                | Stuttgart        | 2e       |
| 2010  | Ligue de diamant               | Ligue de diamant | 1er      |
| 2011  | Ligue de diamant               | Ligue de diamant | 1er      |
| 2012  | Ligue de diamant               | Ligue de diamant | 1er      |
| 2013  | Championnats du monde          | Moscou           | 4e       |
| 2015  | Ligue de diamant               | Ligue de diamant | 2e       |
| 2016  | Ligue de diamant               | Ligue de diamant | 2e       |

## Records personnels
| Épreuve        | Performance    | Lieu    | Date        |
| -------------- | -------------- | ------- | ----------- |
| 1 500 m        | 3 min 37 s 92  | Glasgow | 3 juin 2007 |
| 3 000 m        | 7 min 33 s 93  | Doha    | 13 mai 2005 |
| 3000 m steeple | 7 min 54 s 31  | Rome    | 31 mai 2012 |
| 5 000 m        | 13 min 05 s 18 | Rabat   | 6 juin 2010 |